# Giovan Paolo di Leca
 (mars 2025).
Pour les articles homonymes, voir Leca.
Giovan Paolo di Leca ou Gian-Paolo di Leca (né durant les années 1450 en Corse, et mort en 1515 à Rome) est un seigneur corse de la fin XVe et du début du XVIe siècle, dernier comte de Corse et de Cinarca. Il fut l'un des derniers feudataires en lutte contre les Génois.

## Biographie
Giovan Paolo est le fils de Risteruccio, petit-fils de Rinuccio. Il est le neveu de Raffè di Leca. C'est un Cinarchese, descendant de Cinarco l'un des deux fils (avec Bianco) du légendaire Ugo Colonna (Cf. sa biographie par Xavier Poli).
Au XIIIe siècle, les Biancolacci ne sont plus que les vassaux des Cinarchesi, devenus les maîtres du « delà-des-Monts ». Durant près de deux cent cinquante ans, dix-sept d'entre eux domineront la Corse presque entière, la plupart avec le titre de comte qu'ils tiendront d'une légitimité ancestrale et populaire (la vedutta).
Les plus célèbres sont Giudice de Cinarca, Arrigo Della Rocca, Vincentello d'Istria et Gian-Paolo de Leca. Néanmoins, certaines parties du pays cinarchese restent, jusqu'au XVIIIe siècle, terres féodales.
Giovan Paolo di Leca serait né en 1445 à Cristinacce, et décédé en 1515, à Rome. 
Il est considéré comme un des derniers Comtes corses de l'âge féodal. Il fut notamment l'un des derniers feudataires en lutte contre les Gênois.
Giovan Paolo di Leca est le fils de Risterucciu et petit-fils de Rinucciu. 
En 1481, il fait bâtir le couvent franciscain de Vico. 
En 1483, il s'emploie à chasser de Corse les troupes de Jacques IV d'Appien, le seigneur de Piombino. Pour cela, il s'allie à l'Office de Saint Georges. Trois ans plus tard, il est récompensé par le gouverneur Francesco Panmoglio pour ses bons et loyaux services à la cause génoise. Il devient alors le Seigneur le plus puissant de Corse.
Il a un fils et une fille, tous deux mariés aux enfants de Tomasino de Campo-Fregoso.
En 1486, il se détourne de l'Office de Saint Georges. Cette brouille conduit à des décennies de conflits.
Les Cinarchesi s'opposent à l'Office de Saint Georges. Ce dernier, en difficulté, tente d'obtenir du secours de Laurent Ier de Médicis, qui s'y refuse.
Giovan Paolo di Leca est blessé accidentellement à Vico. Il se rend dans sa forteresse du Castaldu (à Arbori), et entre en négociation avec les Génois. Il accepte de se rendre à condition qu'on le laisse libre, lui et sa famille, en Sardaigne. Il demande aussi qu'on lui rende son trésor, composé de deux mille ducats et de son argenterie. Ce trésor,  enfoui dans le jardin du couvent de Vico, a été dérobé par les Génois.
Finalement, en 1488, il obtient du roi de Castille, Ferdinand le Catholique, le renfort de trois cent soldats sardes. Avec leur aide, Giovan Paolo di Leca a l'intention de récupérer ses terres. Ces renforts n'arriveront jamais dans la Cinarca, ces troupes étant défaites dans le golfe d'Ajaccio par les Génois.
Giovan Paolo di Leca est contraint à un nouvel exil, mais n'abdique pas. Pour empêcher son retour, l'Office de Saint Georges fait raser son château du Castaldu en 1492. 
En 1498, année où Sampiero Corso vient au monde, il débarque à Roccapina.
Gênes met sa tête à prix. Cerné de toutes parts, Giovan Paolo di Leca est forcé de capituler et s'exile en Ligurie.
C'est alors que Rinucciu della Rocca, déçu par l'Office de Saint Georges, se rapproche de lui et lui propose de le rejoindre dans son château de Bariccini.
Après un bref retour sur l'ile, Giovan Paolo di Leca prépare en 1500, à Rome, une nouvelle expédition.
Il débarque à Aléria en 1501, se rend dans le Niolu, lève des troupes, puis retrouve ses terres. Il réussit à convaincre les habitants d'Evisa, Cristinacce, Renno et Vico de se ranger à ses côtés.
Aux premières moissons, Giovan Paolo di Leca se retrouve abandonné par une grande partie de ses alliés, se réfugie dans la forteresse de la Zurlina, négocie sa reddition et s'exile en Sardaigne.
Quelques années plus tard, en 1507, alors qu'il se trouve toujours en Sardaigne, Gênes décide de négocier une paix définitive. Les tractations vont échouer.
Giovan Paolo di Leca se rend à Rome, en 1515, pour solliciter l'aide du Pape Léon X. Ce dernier refuse. Giovan Paolo di Leca meurt à Rome, il est enterré à l'église San Crisogono, l'église des corses de la ville,.
À sa mort, le fief féodal des Leca s'éteint définitivement.

## Chronologie
Dans la décennie 1450-1460, Gian-Paolo da Leca serait né  dans le « Pumonte ».
1479 - 28 août. Afin de récompenser la fidélité de Gian-Paolo et celle de ses ancêtres envers la commune de Gênes, Francesco Pammoleo, commissaire général du doge de Gênes, Battista de Campofregoso, lui confère, à titre de fief de noblesse, les châteaux de Cinarca, Leca, Sia, Ginepero, Sueno, Lizo et Rocca de li Peri. De plus, Gian Paolo reçoit de plus le titre de citoyen génois. De son côté Gian-Paolo, par l'entremise de Giovannone de Sarola son représentant, jure fidélité, en son nom et au nom de ses fils et héritiers, à Gênes et à Tomaso de Campofregoso, comme seigneur de l'île de Corse.
En 1481, il fait bâtir le couvent franciscain de Vico.
En 1483, avec Tomassino da Campofregoso, le doge de Gênes, dont son fils Risterucciu et sa fille Aldabella avaient épousé la fille et le fils, il s'allie à l'Office de Saint Georges pour chasser de Corse les troupes d'Appien IV, le seigneur de Piombino, avec succès.
En 1484, le gouverneur Francesco Panmoglio le récompense pour ses bons et loyaux services à la cause de l'Office de Saint Georges. En 1485, il est le plus puissant seigneur de l'île. 
En 1486, sur les conseils de Tomasino da Campofregoso, il cherche la rupture avec l'Office.
C'est le début de la guerre des Cinarchesi contre l'Office de Saint Georges et ses partisans corses. Il est battu et tente d'obtenir du secours de la part de Laurent Ier de Médicis, qui refuse.
Blessé accidentellement à Vico il se réfugie à Leca dans sa forteresse du Castaldu (commune d'Arbori). Il décide alors de négocier sa reddition avec les Génois à condition qu'on le laisse libre de rester exilé en Sardaigne avec sa famille et ses amis et qu'on lui rende son trésor. Ce trésor composé de deux mille ducats et de son argenterie avait été caché dans le jardin du couvent de Vico. Deux moines seuls en connaissaient la cachette. Leurs fréquents voyages à Leca firent concevoir des soupçons aux Génois qui les mirent à la torture et les firent révéler le secret.
En 1488, il est rejoint par son beau-fils Alfonse d'Ornano. Il demande et obtient du roi de Castille Ferdinand II le Catholique le renfort de trois cents soldats sardes. Mais ces renforts sont interceptés et battus par les Génois dans le golfe d'Ajaccio. Il s'embarque alors d'Ajaccio pour la Sardaigne, pour un nouvel exil.
En 1492, l'Office de Saint Georges fait détruire son château du Castaldu.
En 1498, il débarque à Roccapina. Gênes met alors sa tête à prix et mobilise tous ses alliés pour le combattre. Il capitule et est condamné à être exilé à Sarzana en Ligurie. Cependant son ennemi, Rinuccio Della Rocca, déçu par l'Office de Saint Georges, fait alliance avec lui et l'accueille dans son château de Bariccini.
En 1499, Gênes envoie sur l'île l'ancien gouverneur de la Corse, Cristoforo Cataneo, pour négocier avec eux. Cette tentative échoue et Giovan Paulo di Leca repart en exil.
En 1500, à Rome, il prépare son retour en Corse.
En 1501, Giovan Paolo débarque à Aléria puis se rend dans le Niolo où il réunit deux cents hommes, les habitants d'Évisa, Cristinacce, Renno et Vico se rangeant à ses côtés. Ses hommes le quittent pour les moissons, il doit se réfugier dans sa forteresse de la Zurlina, d'où il négocie sa reddition. Il est de nouveau exilé en Sardaigne.
En 1507, Gênes craignant un retour de sa part, lui envoie un émissaire en Sardaigne, Petretu d'Istria, pour négocier la paix définitive ; ces négociations échouent.
En 1514, il demande aux Colonna de Rome de lui succéder au cas où tous ses descendants viendraient à disparaître.
En 1515, il est à Rome pour demander au Pape Léon X aide et secours, en vain. Il y meurt, son corps repose à San Francesco ad Ripa Saint Chrysogone, dans le quartier du Trastevere, église corse et sarde de la ville.